# MTV Video Music Awards Japan
Az MTV Video Music Awards Japan az MTV Video Music Awards zenei díjátadó japán változata.
A japán verzióban az amerikai megfelelőjéhez hasonlóan az előadók a zeneszámait és videóklipjeit díjazzák, a nyerteseket egy nyílt internetes szavazással döntik el. Japán kezdetben, 2002-ben az MTV Asia Awards része volt, melynek az összes olyan ázsiai ország a része volt, melynek volt hivatalos MTV-adásváltozata. A japán zenei piac sokrétűsége miatt még ugyanebben az évben megtartották az első különálló japán díjátadót is.

## A díjátadó helyszínei
| Kiadás | Dátum                | Helyszín                  | Város    | Műsorvezető                           |
| ------ | -------------------- | ------------------------- | -------- | ------------------------------------- |
| 1.     | 2002. május 24.      | Tokyo International Forum | Tokió    | London Boots ichi-gó ni-gó            |
| 2.     | 2003. május 25.      | Saitama Super Arena       | Szaitama | Zeebra és Katasze Nana                |
| 3.     | 2004. május 23.      | Tokyo Bay NK Hall         | Urajaszu | Jamagucsi Tomomicu                    |
| 4.     | 2005. május 29.      | Tokyo Bay NK Hall         | Urajaszu | Fudzsii Takasi és Megumi              |
| 5.     | 2006. május 27.      | Yoyogi National Gymnasium | Tokió    | Hajami Mokomicsi és Hiszamoto Maszami |
| 6.     | 2007. május 26.      | Saitama Super Arena       | Szaitama | Itó Miszaki és Isizuka Hidehiko       |
| 7.     | 2008. május 31.      | Saitama Super Arena       | Szaitama | Cyril                                 |
| 8.     | 2009. május 30.      | Saitama Super Arena       | Szaitama | Hitori Gekidan                        |
| 9.     | 2010. május 29.      | Yoyogi National Gymnasium | Tokió    | N/A                                   |
| 10.    | 2011. június 25.     | Makuhari Messe            | Csiba    | AKB48                                 |
| 11.    | 2012. június 23.     | Makuhari Messe            | Csiba    | Perfume                               |
| 12.    | 2013. június 22.     | Makuhari Messe            | Csiba    | Kaneko Nobuaki és Meda Acuko          |
| 13.    | 2014. június 14.     | Maihama Amphitheater      | Csiba    | Micsisige Szajumi                     |
| 14.    | 2015. november 26.   | (valahol Tokióban)        | Tokió    | Verbal                                |
| 15.    | 2016. október 26.    | Sinkiba Studio Coast      | Tokió    | RIP Slyme                             |
| 16.    | 2017. szeptember 27. | Sinkiba Studio Coast      | Tokió    | Joann                                 |

## Kategóriák
- Az év videója
- Az év albuma
- Legjobb férfi videó
- Legjobb női videó
- Legjobb együttes videó
- Legjobb új előadó
- Legjobb rockvideó
- Legjobb popvideó
- Legjobb R&B-videó
- Legjobb hiphopvideó
- Legjobb reggae-videó
- Legjobb dance-videó
- Legjobb filmből összevágott videó
- Legjobb közreműködés
- Legjobb karaoke-dal
- Legjobb koreográfia

## Legtöbbször díjazottak

### Egy este alatt legtöbbször díjazottak
| Előadó          | Év   | Díjak száma | Videóklip                                                    |
| --------------- | ---- | ----------- | ------------------------------------------------------------ |
| Lady Gaga       | 2011 | 3           | Born This Way (3)                                            |
| Exile           | 2010 | 3           | Futacu no kucsibiru (1); Aiszubeki mirai e (1); MTV-ikon díj |
| Exile           | 2009 | 3           | Ti Amo (Chapter 2) (2); legjobb koreográfia (1)              |
| Exile           | 2008 | 3           | I Believe (1); Exile Love (1); Toki no kakera (1)            |
| Kóda Kumi       | 2007 | 3           | Jume no uta (2); legstílusosabb előadó egy videóban díj      |
| Kóda Kumi       | 2006 | 3           | Butterfly (2); Trust You (1)                                 |
| Orange Range    | 2005 | 3           | Hana (1); MusiQ (1); Rocoroson (1)                           |
| Hamaszaki Ajumi | 2004 | 3           | Because of You (1); No Way to Say (1); legjobb koncert díj   |
| RIP Slyme       | 2003 | 3           | Rakuen Baby (2); Funkastic (1)                               |

### Legtöbbször díjazottak
| Előadó            | Díjak száma |
| ----------------- | ----------- |
| Exile             | 10          |
| RIP Slyme         | 9           |
| Amuro Namie       | 8           |
| Kóda Kumi         | 7           |
| Lady Gaga         | 5           |
| Orange Range      | 5           |
| Hamaszaki Ajumi   | 4           |
| Jay Z             | 4           |
| Hirai Ken         | 4           |
| Nakasima Mika     | 4           |
| Sónan no kaze     | 4           |
| Kyary Pamyu Pamyu | 4           |
| Ariana Grande     | 3           |